# Andrej Lenarčič
Andrej Lenarčič, slovenski politik, poslanec in restavrator, * 1. september 1939
Njegov sin je politik Janez Lenarčič.

## Življenjepis
Leta 1992 je bil izvoljen v 1. državni zbor Republike Slovenije; v tem mandatu je bil član naslednjih delovnih teles:
- Mandatno-imunitetna komisija (podpredsednik),
- Odbor za kulturo, šolstvo in šport (podpredsednik),
- Komisija za evropske zadeve,
- Komisija za peticije,
- Odbor za finance in kreditno-monetarno politiko (10. oktober 1994-31. januar 1996),
- Odbor za mednarodne odnose (31. januar-28. maj 1996),
- Odbor za zdravstvo, delo, družino in socialno politiko (do 31. januarja 1996),
- Preiskovalna komisija o preiskavi politične odgovornosti posameznih nosilcev javnih funkcij v izvršnih svetih občin in republike za razkroj gospodarskega sistema Iskre in
- Preiskovalna komisija o raziskovanju povojnih množičnih pobojev, pravno dvomljivih procesov in drugih tovrstnih nepravilnosti (od 31. januarja 1996)